# Фундаментальный каталог
Это статья о фундаментальных каталогах. О серии каталогов FK (The Catalogues of Fundamental Stars) см. Фундаментальный каталог (каталог)
Фундаментальный каталог (опорный каталог) — астрометрический каталог, определяющий кинематическую систему астрономических координат (которая, соответственно, при этом называется опорной координатной системой) в диапазоне какого-либо электромагнитного излучения.
Совокупность объектов с известными координатами иногда называется реализацией фундаментальной системы координат в заданном диапазоне.
Среди астрометрических каталогов, кроме фундаментальных, различают также и рабочие — составляемые только с целью каталогизации. Такое разделение чаще всего применялось раньше, в данный момент связь между этими двумя типами в астрометрии стала минимальной.

## История
Первый фундаментальный каталог был составлен ещё в конце XIX века, однако, его точность не превышала точности динамической системы координат. И он, и последовавшие за ним фундаментальные каталоги в оптическом диапазоне, использовали в качестве опорных объектов звёзды. Наличие собственных движений звёзд с течением времени приводит к заметному ухудшению точности любого каталога, так как ошибка собственных движений накапливается и со временем и возрастает линейно (при современной точности астрономических наблюдений собственные движения звезд можно считать равномерными и прямолинейными, пренебрегая составляющей второго порядка). Эти причины сподвигали к постоянному обновлению и выпуску новых версий оптических фундаментальных каталогов (FK3, FK4, FK5, FK6, GC, и др.)
Существовали проекты составления обзора галактик карты неба в качестве опорных объектов фундаментальных каталогов нового поколения. Однако, идея использования галактик ещё не успела получить развития, когда уже возникла возможность следующего, лучшего решения проблемы универсализации прецензионных фундаментальных каталогов.
Этим решением стал переход к внегалактическим опорным объектам - квазарам, которые являются наиболее удалёнными (в современном понимании) объектами Вселенной. Преимуществом внегалактических объектов для создания системы координат является возможность принять равными нулю три из шести астрометрических параметров: собственные движения и параллакс. Это означает то, что два важнейших астрометрических параметра, собственно и требуемых для реализации опорного каталога, — небесные координаты объекта (например, прямое восхождение и склонение), — не меняются со временем, или, другими словами, объекты визуально не перемещаются относительно друг друга. Связывание опорной системы координат с неподвижными объектами является более предпочтительным и точным, чем с движущимися относительно друг друга объектами, поскольку учёт этих движений требует постоянного внесения поправок.

## ICRS
Согласно решению Международного астрономического союза 1997 года, стандартной системой небесных координат, рекомендованной для всеобщего пользования, стала Международная небесная система координат (ICRS). Она реализована в виде двух опорных координатных систем: в радиодиапазоне (ICRF) и в видимом диапазоне (HCRF).

### ICRF и HCRF
Первая реализация ICRS  была построена ещё в 1995 году по результатам наблюдения 209 внегалактических радиоисточников (в основном квазаров), точные координаты которых получены на основе РСДБ наблюдений. Она получила название ICRF (англ. International Celestial Reference Frame). Это опорная координатная система в радиодиапазоне. В дальнейшем она была расширена до 608 источников.
13 августа 2009 года на съезде Международного Астрономического союза было принято решение о принятии ICRF2 — усовершенствованного варианта первоначальной системы ICRF, которая называется c того момента ICRF1. ICRF2 включает в себя обработанные данные новых наблюдений далёких радиоисточников, сделанных за годы, прошедшие с момента принятия ICRF1; кроме того, в число опорных объектов включены новые радиоисточники — в общей сложности, 3414 штук.
Поскольку система ICRF/ICRF2 определена в радиодиапазоне, системы, определённые в других диапазонах, должны быть с ней согласованы.
Такая работа была проведена для оптического диапазона после получения результатов первого удачного космического астрометрического эксперимента Hipparcos (1997). Этот каталог содержит почти все звёзды до 9m, и некоторые более слабые. Одновременно с этим система ICRS была принята в качестве международного стандарта. 
Впоследствии из числа объектов, определяющих опорную систему, было рекомендовано исключить двойные звёзды, некоторые переменные и другие звёзды, относительно которых имеются сомнения в точности данных. Полученной опорной координатной системе, которая насчитывает более 100 000 звёзд, было присвоено название HCRF.
Авторы каталога Hipparcos указывают следующие оценки возможного рассогласования системы ICRF и системы каталога Hipparcos:
- рассогласование между системой по направлению осей может составлять 0.6 mas;
- вращение одной системы координат относительно другой может составлять около 0.25 mas/год.

## Требования к идеальному опорному каталогу
В настоящее время не существует опорного каталога, приближённого к идеальному. Специфика астрометрических наблюдений, используемых для составления опорных каталогов такова, что для любого каталога количество объектов будет обратно пропорционально точности измерения его астрометрических параметров. Эта обратная связь обусловлена использованием в большинстве современных каталогов нового поколения точности данных реализованного космического астрометрического проекта Hipparcos, не включившего в себя слабые звёзды (от 11m и слабее).
Свойства опорной системы, необходимые для удовлетворения нужд современной науки:
- инерциальность;
- стабильность — незначительность изменений точности системы с течением времени;
- доступность — совпадение диапазона звёздных величин опорных объектов с динамическим диапазоном приборов, используемых при астрономических наблюдениях;
- равноточность — отсутствие значительной зависимости от звёздных величин и других характеристик опорных объектов.

Характеристики опорного каталога, соответствующего таким требованиям:
- как можно большее число опорных объектов в рабочем малом поле зрения. Нижняя оценка количества звезд в каталоге, при котором будет соблюдаться стабильное попадание в поле зрения хотя бы нескольких опорных объектов — это {\displaystyle 5\times 10^{6}-5\times 10^{7}}[9]. Эту оценку можно считать в целом заниженной, так как она произведена без учёта неравномерного распределения звёзд по небесной сфере, и производилась для наименьшего возможного числа опорных звезд — 4-8 звезд в поле зрения {\displaystyle 10\times 10} угловых минут. При расчёте на другие поля зрения и другие количества опорных объектов приведённая оценка может возрасти на порядок.
- диапазон звездных величин — 14m — 22m, плюс некоторое число более ярких объектов, нужных для удобства отождествления и сопоставления с уже существующими опорными каталогами. Для получения полной информации по ярким объектам иногда проводят специальные наблюдения со значительно меньшими значениями выдержки, чтобы иметь не передержанные изображения для точного установления координат ярких звезд. Однако неудобство работы в разных динамических диапазонах приводит к тому, что каталог чаще всего составляется по наблюдениям, проведенным в одном динамическом диапазоне,
- точность — 10-100 μas (микросекунд дуги). Современная точность наземных наблюдений достигает значения 10-100 ms (миллисекунд дуги), а точность опорной системы для получения хорошего результата должна в 10 — 100 раз превышать точность наблюдений, во избежание того, чтобы результат этих наблюдений не был испорчен ошибками опорного каталога. Современный наблюдательный материал — это наблюдения в оптическом диапазоне, причём динамический диапазон звёздных величин, с которыми необходимо работать для решения актуальных задач астрономии, имеет тенденцию к возрастанию. В силу этого, для нужд фундаментальной астрометрии требуется достигать хорошей точности именно слабых объектов.
- число определяемых астрометрических параметров — желательно иметь все шесть параметров для полноценного получения трехмерного вектора скорости объекта. Пока для большинства задач хватает четырёх параметров (без параллакса и лучевой скорости), но с достижением точности в миллисекунды дуги этого будет недостаточно.
- прямая привязка к внегалактическим радиоисточникам. Такая привязка необходима для обеспечения инерциальности системы, установления нуль-пункта для параллаксов и собственных движений, а также установления нуль-пункта координат на небе.
- фотометрические и спектральные данные объектов — необходимы как для внутренних нужд эксперимента по составлению фундаментального каталога, так и для получения самой разнообразной дополнительной информации, которую можно из них извлечь. Далеко не все каталоги содержат фотометрические данные относительно содержащихся звёзд, однако они очень желательны, так как каждый каталог будет иметь собственные уравнение яркости и уравнение цвета, которые должны быть учтены для получения более достоверной информации. Наиболее массовые каталоги имеют очень плохие фотометрические данные.
- область обзора. Для различных задач могут требоваться различные участки небесной сферы, и не всегда нужен её полный обзор. Нередко каталоги публикуют в неоконченном виде, предоставляя отдельные фрагменты неба, причём, в этом случае заранее неизвестно, состоится ли планируемая публикация более полной версии, и астроному предоставляется пользование каталогом в его, хоть и неполном, но, возможно, окончательном виде. Такие каталоги пригодны для работы, например, с объектами Солнечной системы, не выходящими за пределы определённого участка небесной сферы.
- равномерность заполнения. В любом каталоге неизбежно будут иметь место области, не содержащие опорных объектов. Это могут быть окрестности ярких звёзд, где рассеянный свет не даёт возможности точно определить координаты других звёзд, каким бы фотоприёмником мы не пользовались. Это могут быть диффузные туманности или галактики с большим угловым размером, или плотные области Млечного Пути, в которых изображения ярких звёзд перекрываются. Эти области можно заполнить звёздами, координаты которых определены другими инструментами, но при этом неизбежно влияние систематических разностей координат.

Следующий астрометрический космический проект, GAIA, запущенный в 2013 году, рассчитывает на получение в результате своей работы универсального опорного каталога из примерно миллиарда объектов, в значительной степени удовлетворяющего большинству из этих условий.